# Maglóca
Maglóca è un comune di 107 abitanti situato nella contea di Győr-Moson-Sopron, nell'Ungheria nordoccidentale.